# 礁渓温泉
礁渓温泉（しょうけい-おんせん）は、宜蘭県礁渓郷にある台湾でも数少ない平地部の温泉。

## アクセス
- 鉄道 - 台湾鉄路管理局宜蘭線の礁渓駅下車。
- 高速バス - 礁渓転運站（中国語版）（礁渓バスターミナル）下車。

## 泉質
炭酸水素ナトリウム泉で、水質は透明。泉温約55度、pH7.8、炭酸イオン約297ppm、ナトリウムイオン約187ppm。

## 温泉街

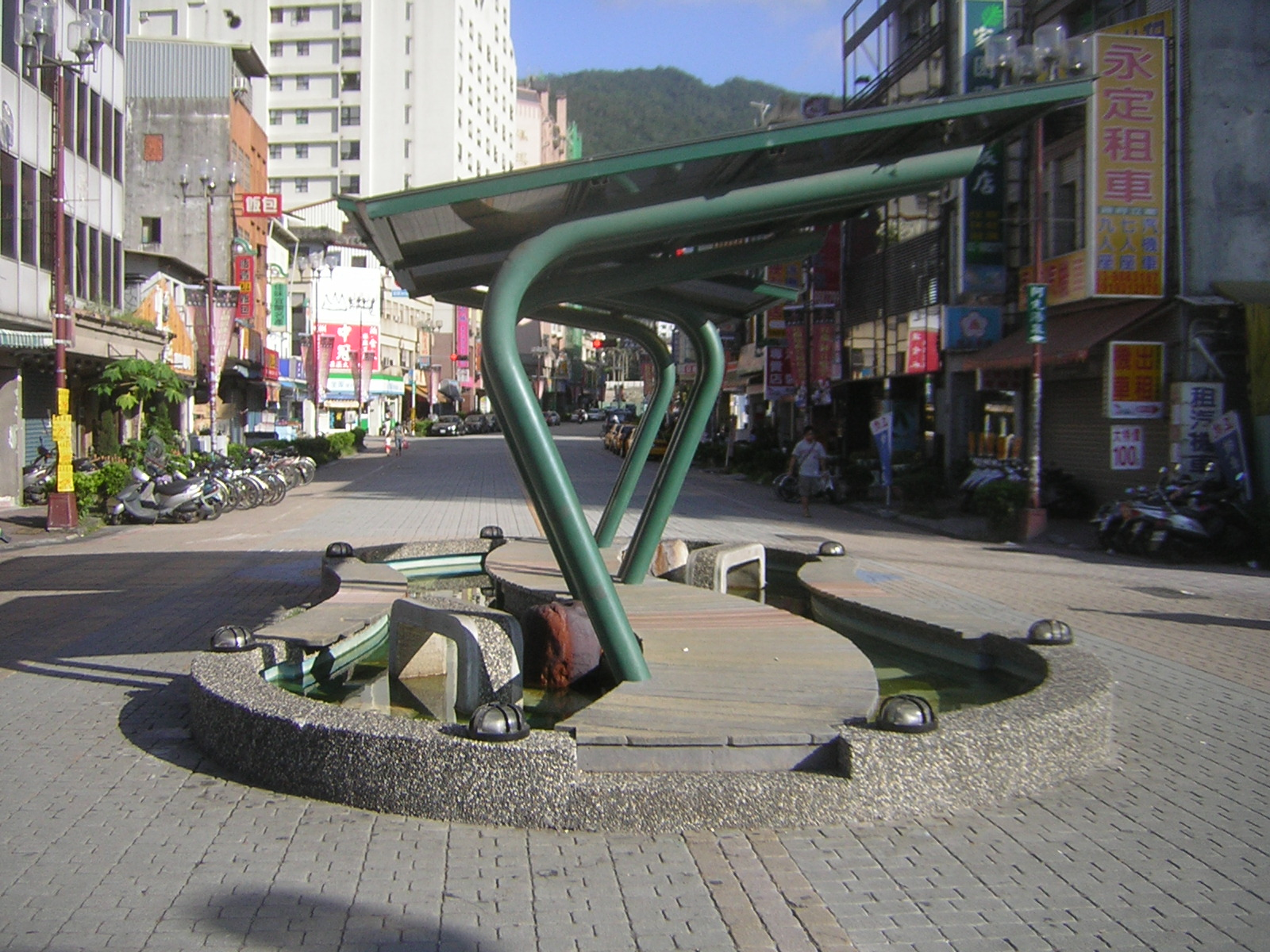
礁溪駅前の足湯

礁渓駅前からすぐに温泉街が広がり、温泉路や徳陽路一帯にはホテルや旅館が林立している。また、温泉路には足湯がある。

## 歴史
18世紀後半、呉沙が宜蘭を開墾した際に発見されたと言われている。日本統治時代には、日本人が楽園、圓山、西山という3つの温泉旅館を建設し、温泉街が形成されるきっかけとなった。
2005年、温泉街に面積9,000平米の「湯囲溝温泉公園」が整備された。施設と庭園は全て、宜蘭県政府から日本企業に計画設計が依頼され、非常に特徴的なものになっている。園内の施設には、男女の公衆浴場のほか、足湯、休憩のための各種の凉亭、温泉観察井戸などがある。これらの施設のうち、公衆浴場以外は無料となっている。